# Burggrub (Heiligenstadt in Oberfranken)

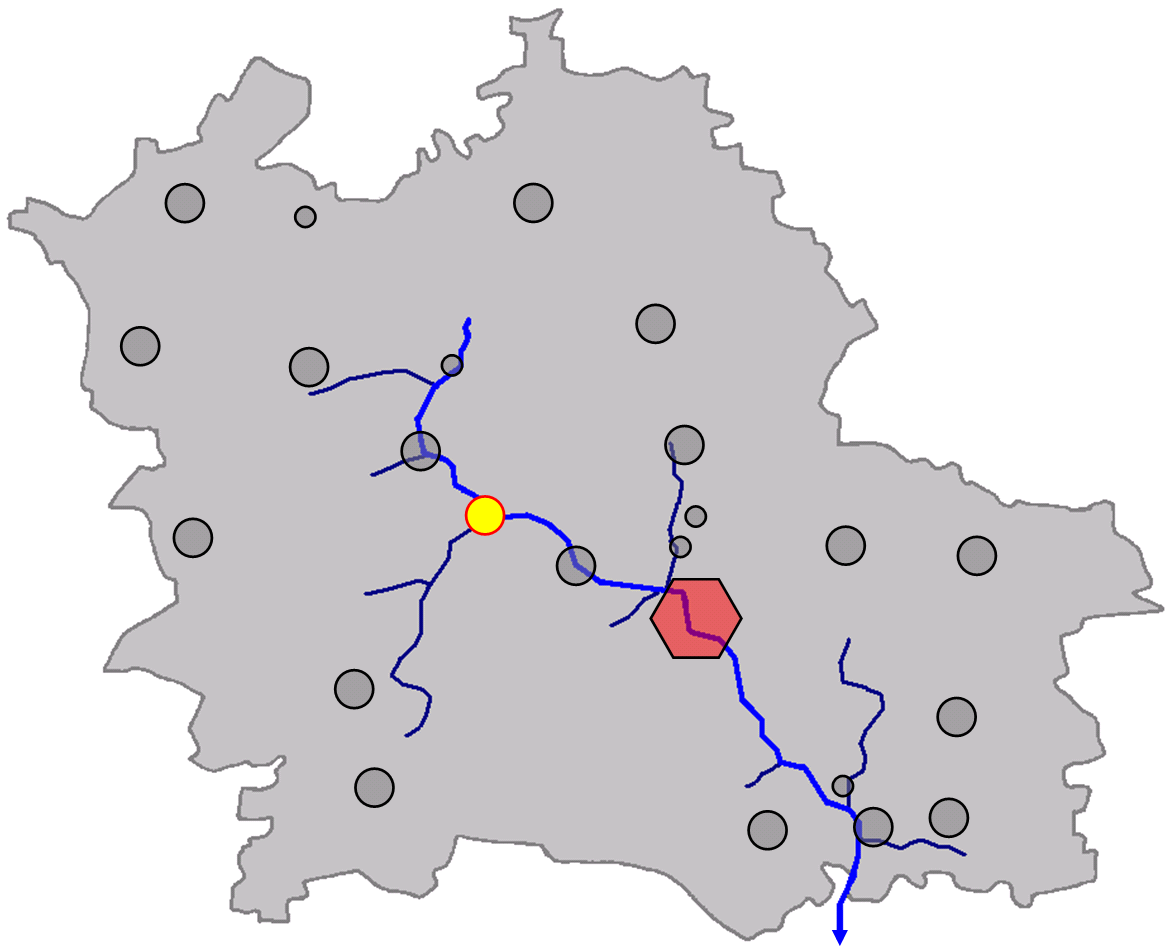
Lage von Burggrub im Markt Heiligenstadt in Oberfranken

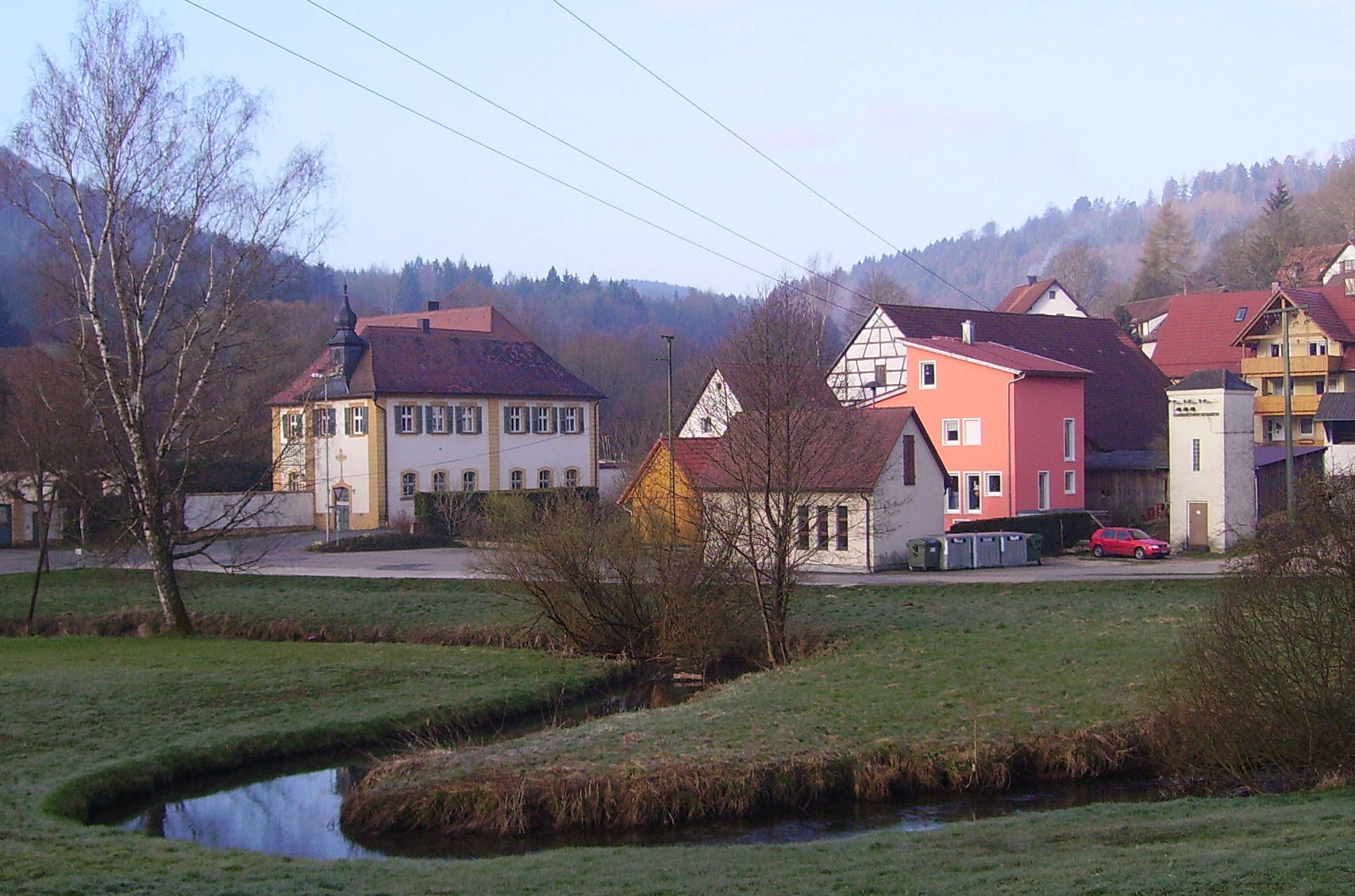
Leinleiter in Burggrub

Burggrub ist ein Gemeindeteil des Marktes Heiligenstadt i.OFr. im oberfränkischen Landkreis Bamberg in Bayern.

## Lage
Das Kirchdorf mit 160 Einwohnern liegt in der Fränkischen Schweiz am Rücken des Altenberges auf einer Höhe von 378 m ü. NN und unterhalb des 525 Meter hohen Eichenbergs im Tal der Leinleiter.

## Geschichte
Die erste urkundliche Erwähnung stammt aus dem Jahr 1136.

### Name
Ursprünglich hieß der Ort nur Grub. Der Name steht für eine Talmulde. Zur Unterscheidung vom oberen Grub (heute: Oberngrub) war um das Jahr 1323 die Bezeichnung Niederngrub gebräuchlich.

### Schulstellenbeschreibung (1914)
In einer Schulstellenbeschreibung des Hilfslehrers Georg Kauper aus dem Jahr 1914 wird Burggrub folgendermaßen geschildert:

„Burggrub, ein konfessionell gemischtes Dorf, ist selbständige politische Gemeinde und Pfarrei im Bezirks- und Rentamt sowie Amtsgericht Ebermannstadt mit 21 Häusern und 18 Familien, hat 120 Einwohner; davon 25 Katholiken und 95 Protestanten. Die Bevölkerung treibt Landwirtschaft, kleines Gewerbe oder Lohnarbeit im Ort. Postamt und Bahnstation sind in Heiligenstadt, Arzt und Apotheke in Ebermannstadt, die Straßen dorthin sind schön. Der Ort liegt im Tal und ist rings vom Wald umgebend es gibt gutes Wasser. Das Klima ist rauh, die Sommer sind hell, das Frühjahr und der Herbst dagegen neblig. Ein Bote erledigt wöchentlich die Besorgungen in Bamberg. Für unverheiratete Lehrer gibt es im Wirtshaus Hösch einen billigen und standesgemäßen Mittagstisch.“

### Josef Heller (1829)

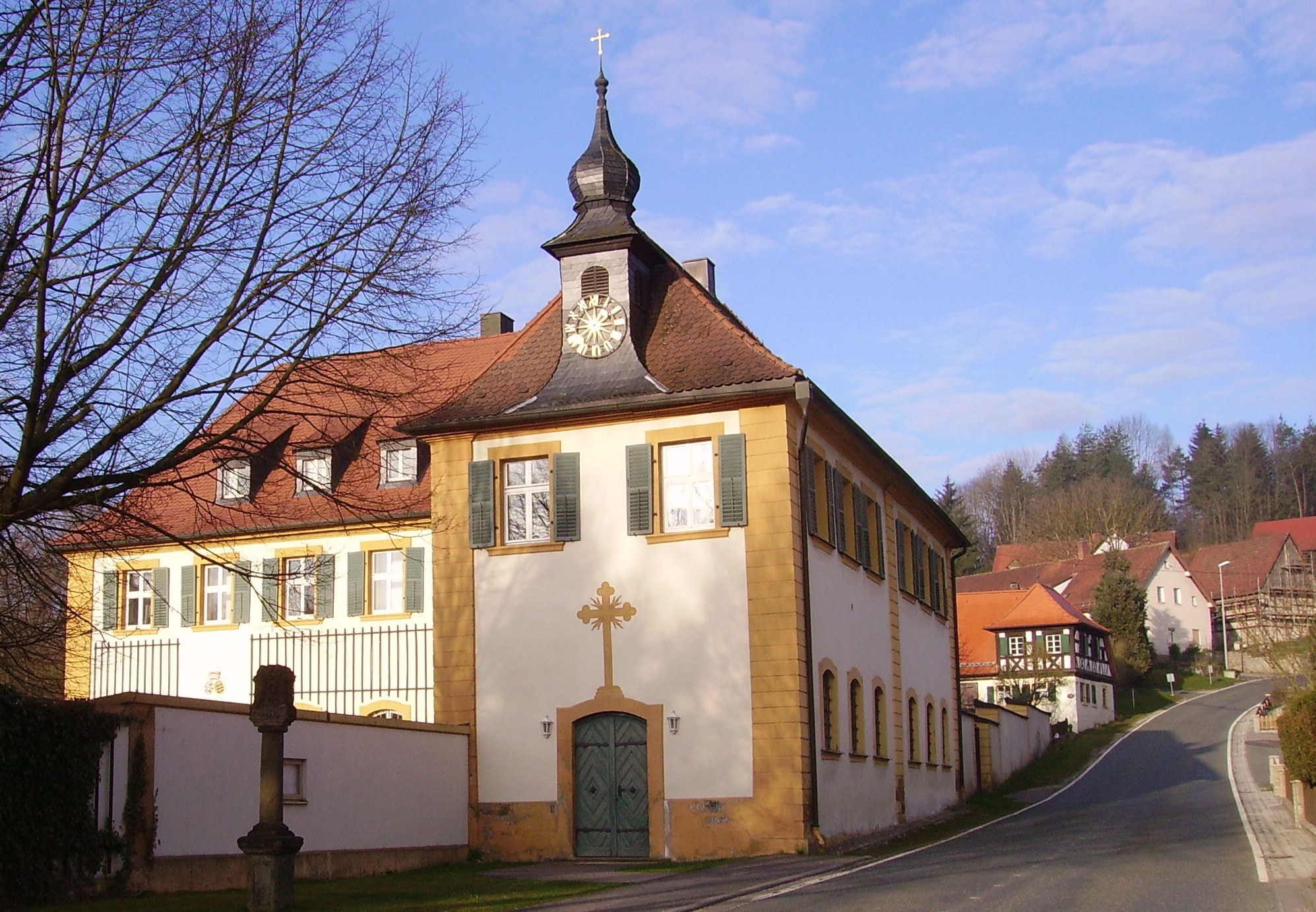
Schloss und Schlosskirche

In der Beschreibung des Muggendorfer Gebirges durch den Bamberger Privatgelehrten Joseph Heller aus dem Jahr 1829 heißt es über Burggrub:

„Burggrub im Landgericht Ebermannstadt, konfessionell vermischt, liegt an der Leinleiter in einem angenehmen Tale, hat 24 Häuser, 2 Schenkhäuser (das beste ist jenes an der Brücke), 143 Einwohner, zu welchen jene von Rothenstein gerechnet sind, und eine kleine Kirche. Früher bestand bei derselben ein Franziskaner-Hospitium, welches die Schenk von Stauffenberg stifteten. Burggrub war Schlüsselbergisch; 1350 besaßen diesen Ort größtenteils die Edlen von Schaumberg, welche ihn um 1500 an Voit und Peter von Streitberg verkauften. Im Bauernkriege 1525 wurde das Streitbergische Schloß zerstört, aber bald darauf wieder erbaut. Durch Verwahrlosung brannte es 1747 ab und blieb in seiner Ruine liegen. Nach Erlöschung dieses Geschlechts fielen dessen Güter an Bamberg heim. Im Jahre 1691 wurden solche der Familie Schenk v. Stauffenberg übergeben, welche daselbst noch ein Patrimonialgericht hat. In der Nähe auf einem freistehenden, gespaltenen, hohen Felsen stand das Schloß Rothenstein.“

### Eingemeindung
Am 1. Januar 1971 wurde Burggrub in den Markt Heiligenstadt in Oberfranken eingegliedert.

## Trivia
Der Name des Ortes ist ein Palindrom.